# ميل يوب
ميل يوب (بالإنجليزية: Miles Jupp)‏ (و. 1979 – م) هو ممثل هزلي، وممثل من المملكة المتحدة . ولد في لندن .

## التعليم
تعلم في جامعة إدنبرة

## روابط خارجية
- ميل يوب على موقع IMDb (الإنجليزية)
- ميل يوب على موقع ألو سيني (الفرنسية)
- ميل يوب على موقع ميوزك برينز (الإنجليزية)
- ميل يوب على موقع أول موفي (الإنجليزية)
- ميل يوب على موقع قاعدة بيانات الفيلم (الإنجليزية)
- ميل يوب على موقع كينوبويسك (الروسية)